# ОШ „Доситеј Обрадовић” Чукарица
ОШ „Доситеј Обрадовић” налази у Београду, у градској општини Чукарица. Носи име по српском књижевнику Доситеју Обрадовићу. Основана је 1886. године а садашњи назив носи од 1952. године. Настава се изводи у 2 смјене. Школу похађа око 450 ученика распоређених у 19 одјељења. Језици који се уче су руски и енглески.
Учионички простор задовољава тренутне потребе школе тако да су ученици распоређени тако да од 1. до. 4. разреда свако одјељење има своју учионицу, док је од 5. до 8. организована кабнинетска настава. Поред објекта у којој се налазе учионице, канцеларије, библиотека, информатички кабинет, школа располаже посебном зградом у којој се налазе двије радионице за наставу ТИО и мањом учионицом за извођење наставе физичког васпитања, јер школа нема фискултурну салу.